# Kenroku-en
Kenroku-en (兼六園, « jardins des six attributs ») est un jardin japonais situé à Kanazawa, dans la préfecture d'Ishikawa au Japon.

## Situation
Le jardin Kenroku est situé dans le nord-ouest de la ville de Kanazawa (préfecture d'Ishikawa), sur l'île de Honshū, au Japon. Situé à 292 km à vol d'oiseau au nord-ouest de l'agglomération de Tokyo, il occupe presque toute la superficie du quartier Kenroku, dans le prolongement sud-est du parc du château de Kanazawa,.

## Description
Le Kenroku-en couvre 10,074 ha,, et abrite 8 200 arbres et arbustes représentant 160 espèces ou variétés de plantes.
Avec le Kairaku-en de Mito et le Kōraku-en d'Okayama, le Kenroku-en est l'un des trois jardins les plus célèbres du Japon,.

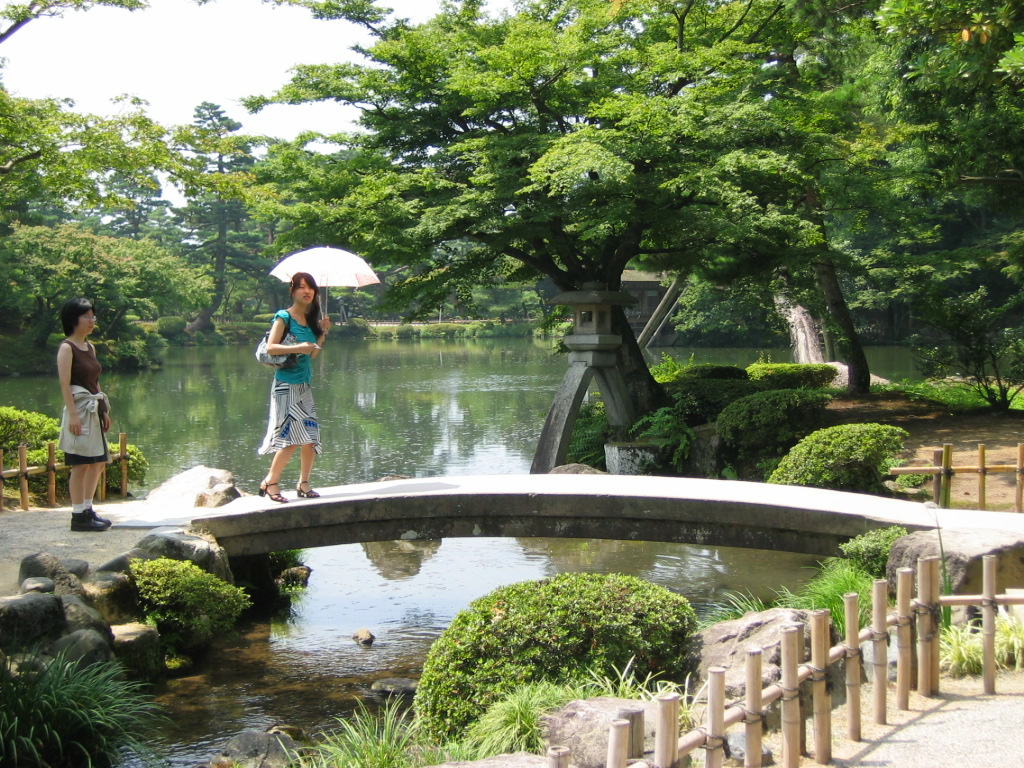
La lanterne de Kenroku-en.
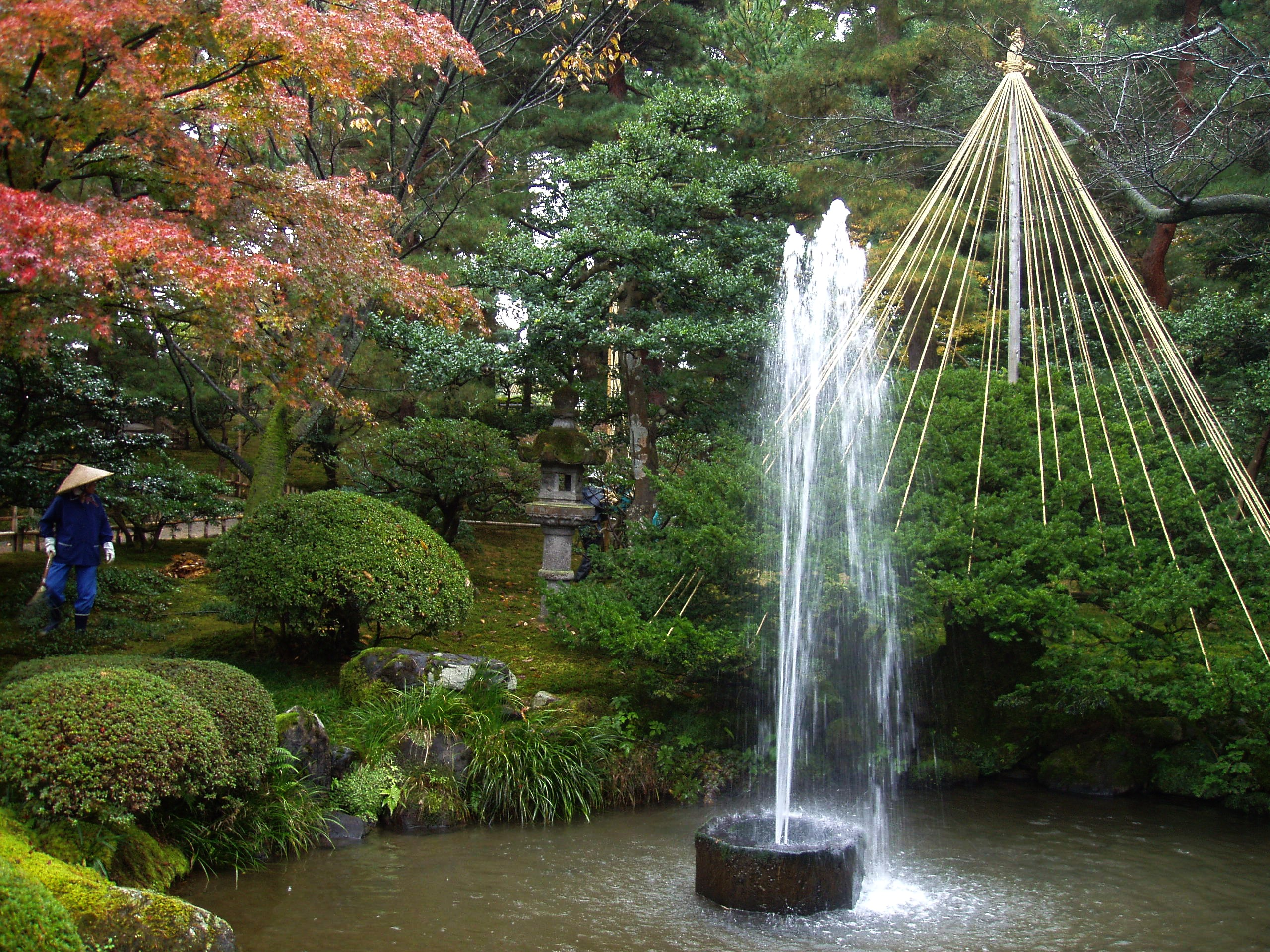
La plus vieille fontaine du Japon à Kenroku-en.
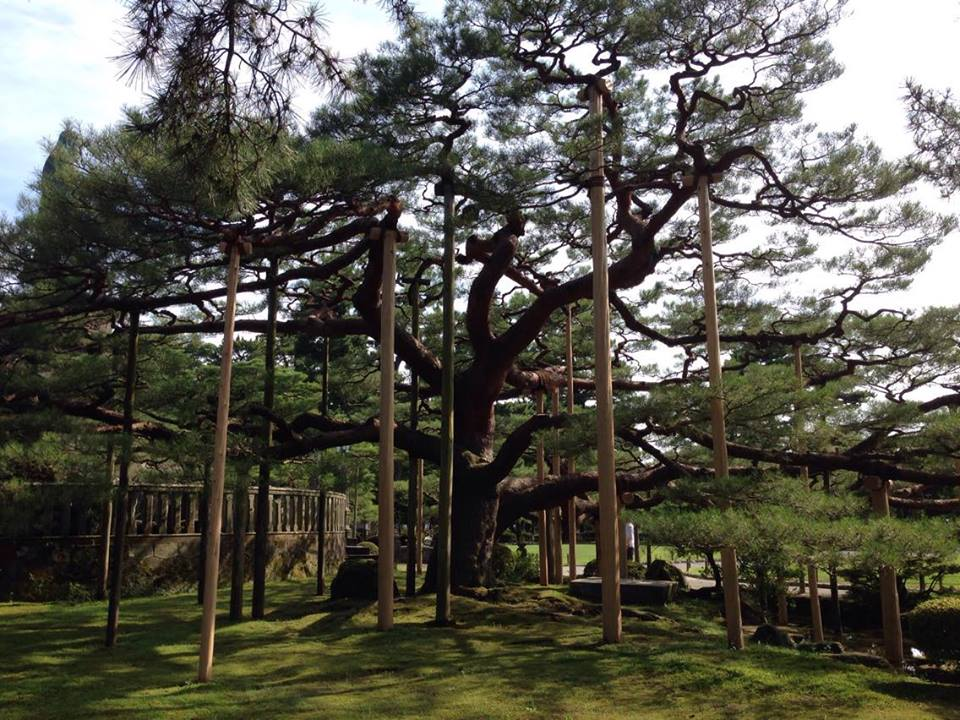
Un pin, l'un des plus anciens arbres du Japon.

## Histoire
Le Kenroku-en a été développé des années 1620 aux années 1840 par la famille Maeda, les dirigeants de l'ancienne province de Kaga. Le jardin a été détruit en 1759 par un incendie et restauré en 1774.
Le Kenroku-en a été ouvert au public le 7 mai 1874.

## Nom et emblème
Le jardin doit son nom à Rakua Shirakawa qui s'est inspiré du nom d'un livre chinois écrit par le poète Li Gefei.
L’emblème de Kenroku-en, la lanterne à pieds courbes (琴柱灯籠, kotoji tôrô), est connue pour être la première à avoir eu les pieds de longueurs différentes.